# ماریا ککونن
ماریا ککونن (انگلیسی: Maria Kekkonen؛ زاده ۱۵ دسامبر ۱۹۷۶) بازیگر پورنوگرافی اهل فنلاند است. وی پیش از بازی در فیلم‌های پورن به مدت حدود شش ماه استریپر بود.